# حمله مغول به گرجستان
حمله مغول به گرجستان (انگلیسی: Mongol invasions of Georgia)، به مجموعه حملاتی از جانب مغولان در قرن ۱۳ میلادی گفته می‌شود که مناطقی همچون گرجستان، ارمنستان و بخش اعظمی از قفقاز را دربرگرفت و در نهایت با بسته شدن معاهده‌ای در سال ۱۲۳۹، این حمله به پایان رسید.
نخستین حضور مغولان در گرجستان در سال ۱۲۲۰ اتفاق افتاد، زمانی سبتای و جبه نویان به قصد تعقیب سلطان محمد خوارزمشاه، از کناره جنوبی دریای خزر عبور کردند تا اینکه به گرجستان و ارمنستان رسیدند؛ و پس از شکست خوردن نیروهای گرجستان، مغولان به روس کیف هجوم بردند. دور بعدی حملات مغولان به این منطقه در سال ۱۲۳۶ آغاز گردید؛ زمانی که خاورمیانه درگیر منازعات میان صلیبیون و مسلمانان بود. با این هجوم و شکست گرجستان، این منطقه تا دهه ۱۳۳۰ میلادی تابع مغولان بود اما با قدرت رسیدن گیورکی پنجم، پادشاهی گرجستان بار دیگر توانست استقلال خود را تا زمان هجوم تیمور به گرجستان به دست‌آورد.
برآمدن چنگیزخان و حمله مغولان به بخش وسیعی از آسیا و قسمت‌هایی از اروپا، از مهم‌ترین رویدادهای قرن ۱۳ میلادی/۷ هجری به شمار می‌آیند. سرزمین گرجستان، از جمله مناطقی بود که در پی نخستین لشکرکشی‌های مغولان به قفقاز، مورد توجه و تهاجم آنان قرار گرفت. تهاجم و تسلط مغولان بر گرجستان، موج تحولات سیاسی در عرصه‌های داخلی و خارجی این منطقه شد. تضعیف گرجستان در منطقه، تابعیت پادشاهی قدرتمند باگراتیدی از امپراتوری مغول و ایجاد ساختار سیاسی و حکومتی جدید در سایه تسلط مغولان بر این کشور، می‌توان از عمده‌ترین پیامدهای این حملات برشمرد.